# 森本栄浩
森本 栄浩（もりもと しげひろ、｢榮浩｣と書く場合もあり、1961年〈昭和36年〉10月4日 - ）は、毎日放送（MBS）所属のエグゼクティブアナウンサー。 JNN・JRN系列局の優秀なアナウンサーに贈られるアノンシスト賞で、2007年度にスポーツ実況・ラジオ部門賞を受賞した。2021年10月31日に定年で退職した後も、翌11月1日から「シニアスタッフ」（嘱託契約扱いのアナウンサー）としてMBSに在籍。

## 来歴・人物
滋賀県甲賀郡土山町（現在の甲賀市）の出身。朝日放送テレビ（ABC）のスポーツアナウンサー・中邨雄二とは同郷・同年齢で、少年時代から面識がある。
東山高等学校を経て、関西学院大学へ進学。大学時代には、後に入社するMBS（毎日放送）の名物番組『アップダウンクイズ』で、全問（10問）正解を果たした末にハワイ旅行へ招待された。この回には、明治大学から小林雅巳（現在はラジオNIKKEIの競馬実況アナウンサー）も出場している。1983年には、同番組の「20周年記念全国大会・近畿地区大会」と、ABCの『パネルクイズ アタック25』にも出場。『アタック25』では、年間チャンピオンに輝いた。また、学内放送機関の「関西学院大学総部放送局」に籍を置きながら、学内のプロレス研究会の専属アナウンサーとしても活動。研究会のメンバーが『ラブアタック!』（ABC）へ出演した際の収録で実況を披露したところ、司会の上岡龍太郎から「関学（関西学院大学）の古舘伊知郎」との賛辞を受けたという。
その一方で、「学生時代は朝日放送ラジオ（テレビとの兼営体制にあった旧法人時代のABC）の番組をよく聴いていた」とのことで、『ABCヤングリクエスト』ではハガキによる投稿が放送でたびたび採用されていた。一時はABCのアナウンサーとして同番組のパーソナリティを担当することを志していたが、実際には、スポーツ中継の実況要員を募集していた他の在阪民放局（MBSと読売テレビ）のアナウンサー試験を受験。中邨もMBSのアナウンサー試験で最終選考に残っていたが、森本によれば、「（滋賀県立石山高等学校から龍谷大学へ進学していた）中邨とは高校生時代から就職活動中に再会するまで交流しておらず、最終選考でも顔を合わせていなかったので、中邨が受験していたことを後に高梨欣也（当時のアナウンス室長）から知らされた」という。
大学卒業後の1985年4月1日付で、アナウンサーとしてMBSへ入社。同期入社のアナウンサーは子守康範（1999年末からフリーアナウンサー・実業家に転身）で、アナウンサー以外の局員では神津梓、宮前徳弘、虫明洋一、高山将行が同期に当たる。
MBSへの入社後は、中邨と同じくスポーツ中継で主に活動するかたわら、「MBSきってのクイズ王」としての実力も発揮。アナウンサー総出演の番組『あどりぶランド』（MBSテレビ）では『アップダウンクイズ』『アタック25』の優勝経験を買われて「クイズ王」長戸勇人とクイズで対決している。
春夏を問わず高校野球に関する造詣が深く、阪神甲子園球場での全国大会出場常連校のほとんどの校歌を諳んじられることでも知られる。スポーツアナウンサーとしての実況デビューは、入社2年目突入目前（1986年）の第58回選抜高等学校野球大会1回戦・池田（徳島）対福岡大大濠戦（3月27日）のラジオ中継。1994年の第66回選抜高等学校野球大会では、決勝戦のテレビ中継で初めて実況を担当するとともに、MBSの地元・智弁和歌山の大会初優勝の瞬間を伝えた。近年は、選抜高等学校野球大会の実況（主にMBSの関連会社・GAORAで中継、地上波では決勝戦のテレビ中継）にとどまらず、テレビ・ラジオとも高校野球関連の番組・企画にもコメンテーターとしてたびたび出演。大会の開幕直前には、組み合わせ抽選会の司会も務める。
2016年からは、ラジオ番組で高校野球の話題を語る際に、本職のスポーツアナウンサーとは別のキャラクターとして「（高校野球に詳しい）シゲ森本」と自称。自身と同じく熱烈な高校野球ファンである市川いずみ・かみじょうたけしと共に、「関西高校野球三羽烏」と称して、MBSラジオから放送する高校野球関連番組・企画へ出演する機会も多い。
かつては、MBS公式サイトのアナウンサーページに個人ブログを開設。同局のアナウンスセンターに森本尚太（2022年9月16日付で退社）が在籍していた時期にこのブログが「MBSアナブログ」内の個人ページへ移行された際には、当時アナウンサーだった森本尚太のページと区別する目的で、"morimoto-shige"という名称が自身のページのURLに組み込まれた。その一方で、2014年1月17日からは、「夢 甲子園 - 青春賛歌 - 」（高校野球の話題に特化した個人ブログ）をYahoo!ニュース内に開設。アナウンサーページのリニューアルによって「MBSアナブログ」自体が閉鎖されてからも、「夢 甲子園 - 青春賛歌 - 」向けに記事の執筆を続けている。
アナウンサー生活36年目の2020年には、実況を担当する予定だった第92回選抜高等学校野球大会新型コロナウイルス感染拡大の影響で中止された一方で、2020年甲子園高校野球交流試合（第92回選抜大会への出場が決まっていた全32校による招待試合）が8月中旬に甲子園球場で開催されたことから、かねてからの念願であった「（例年はNHKと朝日放送グループが制作を一手に担う）夏の高校野球甲子園大会中継での実況」を初めて経験。インターネット（毎日放送と毎日新聞社が共同で運営する「センバツLIVE」とSportsnavi）向けのライブ配信ながら、開幕試合（8月10日の第1試合＝花咲徳栄対大分商戦）を皮切りに、実況を任されたスポーツアナウンサー（総勢9名）の中で最も多くの試合（全16試合中5試合＝いずれも第1試合）を担当した。翌2021年開催の第93回選抜高等学校野球大会では、開幕試合・準決勝第1試合（いずれもGAORA・「センバツLIVE」・Sponavi向けの中継）と決勝戦の地上波テレビ中継で実況を担当する一方で、大会期間中に「センバツLIVE」のtwitter公式アカウントから毎朝配信される試合紹介の動画に「高校野球マスター」という肩書で出演している。
高校野球以外では、MBS・GAORAを問わず阪神タイガース戦を中心とするプロ野球、バレーボール、ラグビーの中継を主に担当。毎日放送が制作に協力した「阪神タイガースオリジナルDVDブック 猛虎烈伝」（講談社）では、後輩アナウンサーの馬野雅行と共にDVD映像のナレーションを務めている。過去には、柔道や駅伝の実況も担当。プロレスリングへの造詣も深く、三沢光晴・橋本真也（いずれも故人）が出場した試合のテレビ中継で実況を任されることもあった。本人によれば、スポーツ取材・実況のスタイルを確立したきっかけは、バレーボール関連の取材で選手の本音をつかんだうえで、そのチームの監督へのインタビューに織り交ぜたことにあったとされる。その一方で、毎日放送のアナウンサー室では、古川圭子などと共に放送用語委員を務めていた。
MBSテレビ制作・TBS系列の全国ネット番組では、1997年10月から2015年3月まで、当時の上司だった吉田智子の後任として『皇室アルバム』の第4代ナレーターを担当。17年半にわたって務めた後に、後輩アナウンサーの高井美紀に交代した。『情熱大陸』では、2008年6月1日の放送から一時、提供クレジットで森本の声が流れていた（2013年以降は馬野の声で放送）。近年は、スポーツアナウンサーとしての活動と並行しながら、MBSラジオの生ワイド番組（『あどりぶラヂオ』『豊永真琴のMBSミュージックパーク』など）でパーソナリティを頻繁に担当。昭和40・50年代の歌謡曲に詳しい一面も披露している。
「新日本放送」時代の1959年3月1日からテレビ放送事業とラジオ放送事業を兼営してきた毎日放送は、2021年4月1日付でラジオ放送事業を「株式会社MBSラジオ」へ移管。毎日放送は移管を機にテレビ単営局へ移行したが、森本はアナウンス職のまま同社の総合編成局（移管を機に新設）へ在籍する一方で、株式会社MBSラジオが制作・放送する番組にも「MBSアナウンサー」として出演している。
なお、テレビ単営局としての毎日放送へ在籍するアナウンサーとしては初めて、2021年の誕生日で同局の定年（60歳）に到達。高校野球では4月1日に第93回選抜高等学校野球大会決勝・東海大相模対明豊戦のテレビ中継（明豊の地元局・大分放送との相互ネットで放送）、阪神戦の中継では10月1日に『MBSベースボールパーク』で放送された対中日ドラゴンズ戦（いずれも阪神甲子園球場で開催）ラジオ中継（解説：藪恵壹）で定年前最後の実況を担当したうえで、定年退職の翌日（11月1日）からも「シニアスタッフ」として毎日放送への勤務を続けることを同日の実況終了後（MBSラジオのスタジオから出演していた豊永真琴・かみじょうたけしとのクロストーク中）に公表した。
「シニアスタッフ」への転身後は、阪神戦の担当から離れる一方で、高校野球中継・関連番組、オリックス・バファローズ戦中継、『MBSニュース』（テレビ・ラジオの定時ニュース）への出演を継続。阪神とオリックスが対戦した2023年の日本シリーズでは、10月31日に阪神甲子園球場から放送された第3戦のテレビ中継（毎日放送とTBSテレビがTBSテレビ系列向けに共同で制作）でオリックス側のベンチリポーター、11月2日に甲子園球場から放送された第5戦のラジオ中継（MBSラジオの制作でニッポン放送・東海ラジオ・西日本放送でも同時ネット）で実況を任された。
その一方で、2023年5月20日には、「中邨の幼馴染み」という触れ込みで『サクサク土曜日 中邨雄二です』（中邨がメインパーソナリティを務める朝日放送ラジオの生ワイド番組）にゲストで出演している。

## 現在の出演番組
- MBSニュース（テレビ・ラジオとも不定期、プロ野球のシーズン中でも担当することがある）

※毎日放送の正社員定年を2021年10月に迎えてからも、宿直勤務を随時担当。森本尚太が毎日放送のアナウンスセンターに配属されていた時期（2015年7月 - 2022年7月）には、苗字が同じことから、担当時の自身の呼称をフルネーム（森本栄浩）に変えていた。

### テレビ
- MBSベースボールパークなどのスポーツ中継（アメリカンフットボール、バレーボールなど）

※JNN（全国）ネットではないが、2021年までは、例年3 - 4月に開催される選抜高等学校野球大会の開会式と決勝の実況を担当。毎日放送の正社員アナウンサーとして最後の実況を任された第93回大会決勝のテレビ中継では、東海大相模によるサヨナラ勝利の瞬間を伝えた。
※CS放送・GAORAのVリーグ実況も担当している。
※全国高校ラグビーのテレビ中継は2001年度大会で一度撤退していたが、2010年度は大阪第三地区決勝戦を実況した。理由は本来担当の井上雅雄がゴルフ中継、仙田和吉（2021年3月31日付で早期退職）が競馬中継で不在だったため。2015年度以降は再び全国大会で実況。2020年度の第100回記念大会準々決勝・東海大大阪仰星対東福岡戦では、ロスタイムが大会史上最長の18分5秒にまで及んだ末に引き分けた模様を、「HANAZONO LIVE」（インターネットのライブ配信）向けの実況で伝えた（試合後の抽選会によって東福岡が準決勝に進出）。

### ラジオ
- MBSベースボールパーク（前身の『毎日放送ダイナミックナイター』→『MBSタイガースナイター』→『MBSタイガースライブ』時代から実況・ベンチリポーターを担当）

※オリックス・バファローズの主管試合で、対戦球団の地元局に向けた（MBSラジオでは放送しない）裏送り中継を中心に随時実況を担当。2021年までは、阪神戦の中継でも実況やベンチリポーターを長らく務めていた。同年10月の正社員定年を経て「シニアスタッフ」へ移行したことを機に、2022年からはオリックス戦の担当に事実上専念。
※最初からナイトゲームを全く予定していない日曜日の夜間に放送される『MBSベースボールパーク番外編』では、2014年から、本来の進行役である近藤亨に代わって進行を随時担当。2020年には、自身がパーソナリティを務める場合に、「シゲ森本 仕事の流儀」（自身のキャラクターやアナウンサー人生を振り返るシリーズ企画）も放送している。2021年の『番外編』では、パ・リーグの話題を取り上げる際に「シゲ パリ本」という名称を使用。
※ナイターオフ期間限定で放送されるスポーツ情報番組・コーナーでは、他のスポーツアナウンサーと交代で、阪神の春季キャンプ（毎年2月）のリポートを担当。「シゲ森本」名義で高校野球関連の企画に登場したり、レギュラーでキャスターを務めるアナウンサーが出演できない場合にキャスター代理を務めたりすることもある。2020年度には、『MBSベースボールパーク プレミアムチャンネル』として放送された土曜版の第3部で、2020年12月5日・12日放送分「シゲハイスクールチャンネル」のパーソナリティを担当。
※2021年の『番外編』では、「シゲと歌おう」と称して、高校球界の強豪・名門校の校歌を生放送中に披露。「シニアスタッフ」へ移行した11月以降も、頻繁に出演している。
- 豊永真琴のMBSミュージックパーク（他のスポーツアナウンサーと交互にパートナーとして出演）
- コトノハ（不定期で出演）

※「コトノハ」（言葉）にこだわった毎日放送アナウンサー室制作の事前収録番組で、2021年10月4日から毎週月曜日（2023年9月25日までは21:45 - 22:00 → 同年10月2日以降は21:30 - 21:45）に放送。に放送。「シニアスタッフ」へ移行直後の同年11月8日放送分に初めて出演すると、「多襄丸の白状」（芥川龍之介の小説『藪の中』に所収）の一節を朗読した。
毎日放送がテレビ・ラジオ兼営局時代の2006年度限りで全国高校ラグビーのラジオ向け生中継からいったん撤退するまでは、ラジオ中継の実況・リポートも担当。事前収録方式でラジオ向けの中継を準決勝・決勝限定で再開した2018年度と、2020年度の第100回記念大会開催に伴って17大会振りに再開した決勝（2021年1月9日の京都成章対桐蔭学園戦）の生中継でも実況（後者は正社員定年前最後の実況）。

## 過去の出演番組

### テレビ
- あどりぶランド
- 皇室アルバム - ナレーション、正月明けの特別番組では顔出しで司会を務めていた
- 月曜ゴールデン「遺品整理人 谷崎藍子5」 - 2015年7月28日放送、回想シーンにて高校野球の実況アナウンスを担当
- コトノハ図鑑→「へぇ～のコトノハ」（不定期）

※所属する毎日放送アナウンサー室の企画で、2018年7月から2020年3月まで『コトノハ図鑑』（事前収録のレギュラー番組）として放送された後に、2020年4月から2021年3月まで『ちちんぷいぷい』月・水曜日→水曜日のレギュラーコーナー「へぇ～のコトノハ」へ移行。移行後も、調査ロケ企画へ随時出演していた。

### ラジオ
- with…夜はラジオと決めてます（2012年度のナイターオフ番組、火曜日のスポーツキャスター）
- with Tigers MBSベースボールパーク みんなでホームイン!（2015年度・2016年度のナイターオフ番組）

※2015年度には、日替わりレギュラーのスポーツアナウンサーが休演する場合に随時代演していた。2016年度には、太田幸司（毎日放送野球解説者）とのコンビで、日曜放送分へ月に1回レギュラーで出演。
- あどりぶラヂオ（「シゲ森本」名義でパーソナリティを随時担当）

※2018年8月24日放送分から、春夏の高校野球全国大会終了後を中心に担当。高校野球常連校の校歌を生放送で諳んじたり、選抜高等学校野球大会開会式の行進曲に使われた楽曲を特集したりするなど、担当回の放送では高校野球に関する内容に事実上特化していた。
- サクサク土曜日 中邨雄二です（朝日放送ラジオ、2023年5月20日）

※「雄ちゃんのおしゃべり宝箱」（午前9時台の週替わり企画枠）とエンディングパートにゲストとして登場。後枠の生ワイド番組『征平・吉弥の土曜も全開!!』のオープニングパートにも、中邨と揃って飛び入りで出演した。
- 山崎香佳のええなぁ!（2023年7月27日＝木曜日）

※『上泉雄一のええなぁ!』を1日限定で改題した生ワイド番組で、夏季休暇中の上泉雄一に代わって山崎香佳（本来は木曜日に上泉のパートナーとして出演、いずれも後輩アナウンサー）がパーソナリティへ起用されたことを受けて「パートナー代理」扱いで出演。